# 大越史記
《大越史記》（越南语：／），越南古代史書，越南陳朝學者黎文休於1272年編撰而成，採編年體體例，用漢語文言文寫成，共三十卷，內容記載自南越國的趙佗（於楚漢相爭時稱王）至李朝李昭皇（於1225年退位）。該書已散佚，但仍被視為首部越南正史典籍，對後來越南史家有重要影響力。

## 《大越史記》的編修
關於《大越史記》的成書，據《大越史記全書‧陳紀‧陳聖宗》所載，陳紹隆十五年（1272年）春，農曆正月，「翰林院學士兼國史院監修黎文休奉勅編成《大越史記》，自趙武帝至李昭皇，凡三十卷上進。詔加奬諭。」對該書的編撰情況，記載相當簡略。
黎崱《安南志略‧卷十五‧人物》裡，則有兩條值得注意的記載，一條是說：「陳普，太王用為左藏，遷翰長。嘗作《越志》。」另一條是說：「黎休，才行俱備，為昭明王傅，遷檢法官。修《越志》。」根據這兩則史料，學者馮承鈞提出，「黎休」應即黎文休，而所謂「作《越志》」的陳普（《大越史記全書》作「陳周普」），既然是黎休同時代的人，因此也可能是《大越史記》修撰工作的參與者。而學者陳荊和甚至認為，陳普所「作」的《越志》可能就是《越史略》，而黎文休則是在其基礎上，「修」成《大越史記》。

## 《大越史記》與其他越南史籍的關係
- 與《越史略》的關係：越南學者認為，《越史略》應為《大越史記》的節略本；而陳荊和則認為黎文休是從陳普「作《越志》」的基礎上，編成《大越史記》。[4]
- 與《大越史記全書》的關係：後黎朝吳士連等所編的《大越史記全書》，則在《大越史記》的基礎上編纂增補而成。[5]

## 評價
該書雖已散佚，但後世作者仍對它作高度評價：
- 近代越南史家陳仲金說：「我南國有國史，自此始。」[6]
- 1970年代的越共學術機關越南社會科學委員會，把《大越史記》的編纂視為越南修史的重要發展過程：「到了陳朝，編撰民族歷史的工作開始發展起來，成立了國史院，專門負責記載各個朝代的歷史。出現了許多著名的史學家，其中有偉大的史學家黎文休，他所著的《大越史記》共有30卷。」[7]
- 中國大陸學者郭振鐸等認為，它是模仿中國史籍體例的重要起點：「這黎氏仿效中國古典《春秋》編寫體例而撰寫的越南第一部正史，為後世歷代封建史學家撰史奠定了基礎。」[8]

## 現代存抄本
《大越史記》在現代有存抄本十種，它們的冊數由一冊至六冊，記錄內容自鴻龐氏至西山時期的歷史。這部《大越史記》據已成書的兩種《大越史記》纂寫，並補充野史資料而成。書中有「外紀」，記載自鴻龐氏至吳使君的歷史，「本紀」記載自丁朝至明屬時代的歷史，當中部份內容採自西山時期刻印的《大越史記前編》，「黎紀」則參考《大越史記全書》。書前有後黎朝人黎嵩所編的《越鑑通考總論》和阮朝集賢院所撰的總論。。